# سیبرت (کلرادو)
سیبرت (به انگلیسی: Seibert) شهری در ایالت کلرادو کشور ایالات متحده آمریکا است که جمعیت آن در سرشماری سال ۲۰۱۰ میلادی، ۱۸۱ نفر بوده است.